# Gouverneur Blond
Gouverneur Blond is een Nederlands bier dat wordt gebrouwen bij Bierbrouwerij Lindeboom in Neer.
Het is een goudgeel bier, type blond, met een alcoholpercentage van 6,5%. Gouverneur Blond werd in 2002 op de markt gebracht. 
In 2014 is de naam van het bier licht aangepast, voorheen heette het bier Gouverneur Blonde (Franse naam).